# Новая Москва

Новая Москва на карте Москвы

«Новая Москва» (также «Большая Москва», ТиНАО — аббр. от Троицкого и Новомосковского административных округов) — территории, присоединённые к Москве в ходе самого масштабного проекта расширения территории Москвы за всю историю административно-территориального деления города. Основные цели проекта — демонтировать традиционную моноцентрическую структуру Московской агломерации, а также упорядочить градостроительное зонирование, придав только что присоединённым территориям отчётливо выраженную административно-правительственную специализацию.
Официальное расширение административных границ Москвы за счёт территории Московской области было осуществлено 1 июля 2012 года, в результате чего площадь города увеличилась примерно в 2,4 раза, за счёт этого Москва поднялась с 11-го на 6-е место в рейтинге крупнейших городов мира по площади и стала крупнейшим городом по площади на территории Европы (за исключением Стамбула, но он в Европе расположен лишь частично). При этом по численности населения город сохранил 7-е место, так как на присоединённых территориях проживало менее 250 000 человек.
На северо-востоке Новая Москва граничит со старой территорией города, на юго-западе — с Калужской областью, с остальных сторон окружена Московской областью. Площадь Новой Москвы — 1480 км².

## История

ТиНАО на карте Москвы

19 марта 2012 года мэром Москвы Сергеем Собяниным в Московскую городскую думу был внесён пакет законопроектов, которые определили административно-территориальное устройство новых территорий Москвы после её расширения с 1 июля 2012 года.
До расширения Москва была разделена на 125 территориальных единиц — районов — и соответствующих им внутригородских муниципальных образований. Предложенные Собяниным законопроекты предусматривали переименование муниципальных образований в границах районов в муниципальные округа, а также наименования для включаемых в Москву муниципальных образований: «городские округа» (их два — Троицк и Щербинка) и «поселения» (без подразделения на городские или сельские) (Внуковское, Вороновское, Воскресенское, Десёновское, Киевский, Клёновское, Кокошкино, Краснопахорское, Марушкинское, Михайлово-Ярцевское, Московский, Мосрентген, Новофёдоровское, Первомайское, Роговское, Рязановское, Щаповское, Филимоновское и Сосенское).
С точки зрения территориального устройства в общей сложности на территории Москвы насчитывается 21 поселение. 2 поселения образованы из городов областного подчинения Троицка и Щербинки; 3 поселения (Московский, Кокошкино и Киевский) — из города районного подчинения (Московский) и посёлков городского типа (дачный посёлок Кокошкино, рабочий посёлок Киевский) с административной территорией (подчинёнными населёнными пунктами).
Участок, называемый отдельная площадка «Конезавод, ВТБ» (которая фигурирует в Соглашении об изменении границы между субъектами Российской Федерации городом Москвой и Московской областью от 29 ноября 2011 года в качестве «участка № 3»), располагавшийся на территории сельских поселений Ершовского и Успенского Одинцовского района, вошёл в состав внутригородского муниципального образования муниципальный округ Кунцево. Также в состав этого округа вошла и отдельная площадка «Рублёво-Архангельское» (в Соглашении об изменении границы от 29 ноября 2011 года он фигурирует в качестве «участка № 4»), располагавшаяся на территории городского поселения Красногорск Красногорского района и сельского поселения Барвихинского Одинцовского района.
Участок отдельная площадка «Сколково» (в Соглашении об изменении границы от 29 ноября 2011 года он фигурирует в качестве «участка № 2»), располагавшийся на территории городского поселения Новоивановского Одинцовского района, вошёл в состав внутригородского муниципального образования муниципальный округ Можайский.
Это позволило соблюсти обязательства, установленные законом города Москвы об особенностях организации местного самоуправления на присоединяемых к Москве территориях. Согласно этому закону, все существующие на момент присоединения муниципальные образования сохраняют свои статус и полномочия, какие у них были до присоединения к Москве.
Все деревни, сёла, посёлки (сельские, один дачный и один рабочий) и города после вхождения в состав Москвы перестали быть территориальными единицами (какими они были в составе Московской области), поскольку территориальными единицами являются только сохраняющие собственные органы муниципального самоуправления «городские округа» и «поселения».
Властями Москвы было принято решение о создании двух дополнительных административных округов (на территории Москвы в границах до 1 июля 2012 года округов было 10) на присоединяемых к Москве территориях. Было объявлено общественное обсуждение вопроса наименования этих округов. 17 апреля 2012 года были установлены наименования округов, было решено, что на переходный период у обоих округов будет единая префектура — Префектура Троицкого и Новомосковского административных округов (ТиНАО), и был назначен единый префект — Алексей Валентинович Челышев. 8 ноября 2013 года префектом обоих округов стал Дмитрий Владимирович Набокин.

## Административное устройство

### 2012—2024 годы

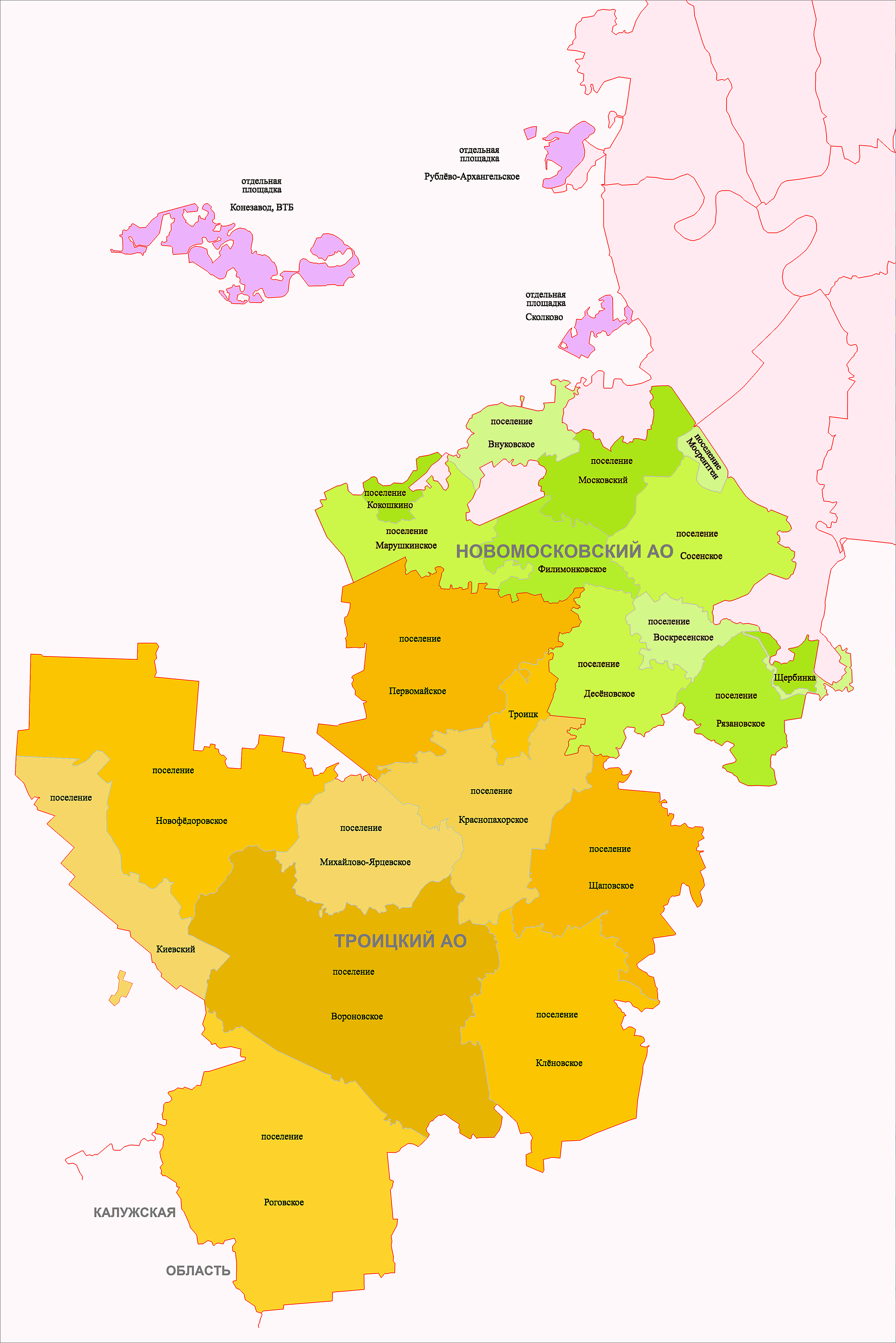
Административно-территориальное деление Новой Москвы в 2012—2024 годах

Совокупность Троицкого и Новомосковского административных округов получила собственное название — ТиНАО. В состав ТиНАО Москвы целиком включены территории 21 муниципального образования в основном юго-западном массиве присоединённых к Москве территорий. Кроме того, в состав Москвы вошли три территории (отдельные площадки) в западном направлении (представляют собой два протуберанца и два эксклава):
- территория инновационного центра «Сколково» (часть территории городского поселения Новоивановское Одинцовского района) площадью 618 га[22];
- территория Рублёво-Архангельского (часть территорий сельского поселения Барвихинское Одинцовского района и городского поселения Красногорск), ранее планировалось в составе этого участка также передать Москве деревню Гольёво, но от этих планов отказались, и участок стал состоять из двух частей;
- территория «Конезавод, ВТБ» к востоку от города Звенигорода (часть территории сельских поселений Ершовского и Успенского Одинцовского района).

| Административный округ     | Наименование территории              | Площадь, тыс. га | Население, тыс. чел. |
| -------------------------- | ------------------------------------ | ---------------- | -------------------- |
| Новомосковский             | поселение Сосенское                  | 6,681            | 15,62                |
| Новомосковский             | поселение Воскресенское              | 2,477            | 8,85                 |
| Новомосковский             | поселение Десёновское                | 5,296            | 14,7                 |
| Новомосковский             | поселение «Мосрентген»               | 0,641            | 19,57                |
| Новомосковский             | поселение Московский                 | 4,038            | 53,89                |
| Новомосковский             | поселение Филимонковское             | 3,572            | 6,72                 |
| Новомосковский             | поселение Внуковское                 | 2,561            | 7,02                 |
| Новомосковский             | поселение Рязановское                | 4,141            | 20,23                |
| Новомосковский             | поселение Марушкинское               | 5                | 6,87                 |
| Новомосковский             | поселение Кокошкино                  | 0,9              | 15,69                |
| Новомосковский             | поселение (городской округ) Щербинка | 0,753            | 47,5                 |
| Троицкий                   | поселение (городской округ) Троицк   | 1,633            | 60,81                |
| Троицкий                   | поселение Щаповское                  | 8,606            | 8,32                 |
| Троицкий                   | поселение Краснопахорское            | 8,8              | 4,78                 |
| Троицкий                   | поселение Михайлово-Ярцевское        | 6,347            | 5,25                 |
| Троицкий                   | поселение Вороновское                | 26,6             | 8,77                 |
| Троицкий                   | поселение Клёновское                 | 11,6             | 3,32                 |
| Троицкий                   | поселение Роговское                  | 17,6             | 2,91                 |
| Троицкий                   | поселение Первомайское               | 11,9             | 8,19                 |
| Троицкий                   | поселение Новофёдоровское            | 15,675           | 6,7                  |
| Троицкий                   | поселение Киевский                   | 6,09             | 13,72                |
| Западный (район Кунцево)   | Участок № 3 «Конезавод, ВТБ»         |                  |                      |
| Западный (район Кунцево)   | Участок № 4 «Рублёво-Архангельское»  |                  |                      |
| Западный (район Можайский) | Участок № 2 «Сколково»               |                  |                      |

### Административно-территориальная реформа ТиНАО 2024 года

Административно-территориальное деление Новой Москвы после реформы 8 мая 2024 года

В соответствии с Законами города Москвы № 13 и № 14 от 8 мая 2024 г. на территории Троицкого и Новомосковского административных округов были упразднены все девятнадцать ранее существоваших поселений и два городских округа, взамен которых были создано семь новых укрупненных муниципальных округов и соответствующих им семь административных районов с управами, а также один городской округ:
- Бекасово — путём объединения поселения Киевский и части территории поселения Новофедоровское[26];
- Внуково — путём объединения поселения Кокошкино, муниципального округа Внуково (ранее входившего в состав Западного административного округа), части территории поселения Внуковское, части территории поселения Марушкинское и части территории поселения Московский[27];
- Вороново — путём объединения поселения Вороновское, поселения Роговское, части территории поселения Кленовское, части территории поселения Краснопахорское, части территории поселения Михайлово-Ярцевское, части территории поселения Новофедоровское и части территории поселения Щаповское[28];
- Коммунарка — путём объединения поселения «Мосрентген», части территории поселения Воскресенское, части территории поселения Десеновское, части территории поселения Московский, части территории поселения Сосенское и части территории поселения Филимонковское[29];
- Краснопахорский — путём объединения части территории поселения Кленовское, части территории поселения Краснопахорское, части территории поселения Михайлово-Ярцевское, части территории поселения Первомайское и части территории поселения Щаповское[30];
- Филимонковский — путём объединения части территории поселения Марушкинское, части территории поселения Московский, части территории поселения Первомайское и части территории поселения Филимонковское[31];
- Щербинка — путём объединения городского округа Щербинка, части территории поселения Воскресенское, части территории поселения Рязановское и части территории муниципального округа Южное Бутово[32];
- городской округ Троицк — был вновь образован путём объединения прежнего городского округа Троицк, части территории поселения Десеновское, части территории поселения Краснопахорское, части территории поселения Первомайское, части территории поселения Рязановское, части территории поселения Сосенское, части территории поселения Филимонковское и части территории поселения Щаповское[33].

## Население
Наиболее крупными (более 5 тыс. человек) населёнными пунктами, которые включены в состав Москвы, являются:
- г. Троицк (60 811 чел.[34]);
- г. Щербинка (47 504 чел.[34]);
- г. Московский (50 167 чел.[34]);
- пгт Кокошкино (11 225 чел.[34]);
- п. Ватутинки[прим. 2] (9116 чел.[35]);
- пгт Киевский (8093 чел.[34]);
- п. Подсобного хозяйства «Воскресенское» (6003 чел.[35]);
- п. Знамя Октября (6671 чел.[35]);
- п. ЛМС (5428 чел.[35]);
- п. завода Мосрентген (5214 чел.[35]).

Национальный состав населения территории по итогам Всероссийской переписи населения-2010 (в % от всего населения): русские — 87,56 %, украинцы — 2,09 %, армяне — 1,33 %, татары — 0,83 %, белорусы — 0,53 %, не указавшие нац. принадлежность — 4,67 %.
На момент присоединения на территории, вошедшей в состав Новой Москвы, постоянно проживало менее 250 тыс. человек, к июню 2017 года численность населения достигла 320 тыс. человек, к марту 2020 года — 554 тыс. человек.
Предполагается, что к 2035 году на территории Новой Москвы будет проживать свыше миллиона человек, а согласно Генплану — свыше полутора миллионов.

## Экономика
Согласно сообщению портала realestate.ru, затраты на Новую Москву составили 11 трлн рублей (16 млрд руб. на геодезические изыскания на площади новых городских районов, 32 млрд руб. — проектирование и разработка генплана, 1,1 трлн руб. — выкуп участка под строительство объектов, 9,35 трлн руб. — на само строительство).
С 2012 года в Новую Москву инвестировано 750—800 млрд рублей, из них около 150 млрд — из городского бюджета.
Обсуждается проект создания на территории Новой Москвы особой экономической зоны площадью 20—30 га.

## Развитие

### Департамент развития новых территорий города Москвы
22 мая 2012 года принято решение создать в составе Правительства города Москвы новый департамент — Департамент развития новых территорий города Москвы. Его возглавил Владимир Фёдорович Жидкин.

### Инфраструктура
Новые территории планируют развивать полицентрично: концепцией градостроительного развития новых территорий города Москвы предполагается создание 12 центров градостроительной активности («точек роста») на территориях, прилегающих к населённым пунктам: Румянцево (здесь планируется создать технопарк), посёлок Мосрентген (многофункциональный кластер: торговля, гостиницы, офисы, производство), Внуково (аэрокластер, административно-деловой и торгово-развлекательный комплексы), Коммунарка (многофункциональный административно-деловой кластер, медицинский кластер), Рязаново (историко-рекреационный комплекс), Троицк (образовательный кластер и инновационно-научный центр), Щапово (историко-рекреационный комплекс), Клёново (агропроизводственный кластер), Ярцево (логистический кластер), Вороново (историко-рекреационный комплекс), Рогово (агрокластер), Киевский (логистический кластер). Такой подход должен помочь избежать центростремительных транспортных потоков, характерных для «старой» Москвы. В рамках развития новых территорий предусматривается в перспективе создание около 1 млн рабочих мест. Разрозненные районы будут связаны дорогами и общественным транспортом.
В июле 2014 года заместитель руководителя Департамента развития новых территорий города Москвы Павел Перепелица выделил среди предусмотренных 12 центров градостроительной активности предполагаемую «тройку лидеров» по количеству рабочих мест к 2035 году: Коммунарку (около 200 тыс. рабочих мест), Внуково (около 180 тыс. рабочих мест), Румянцево (около 150 тыс. рабочих мест). Он отметил, что для центров выбраны участки, находящиеся вокруг существующих населённых пунктов и имеющие хорошие инфраструктурные условия. Новая Москва, по замыслу проектировщиков, должна создать 1 млн новых рабочих мест и обеспечить жильём 2 млн чел. К 2017 году было создано 100 тыс. рабочих мест, их суммарное количество достигло 185,6 тыс.

### Генеральный план развития
В марте 2017 года Московская городская дума утвердила внесение изменений в Генплан Москвы в области развития новых территорий.

## Транспорт
Один из важнейших ключевых вопросов создания Новой Москвы — общественного транспорта — предполагается решать за счёт проведения в неё новых маршрутов наземного городского транспорта, задействования электропоездов на действующих железнодорожных линиях, а также сооружения новых и продления существующих линий Московского метрополитена.

### Метрополитен
На территории Новой Москвы располагаются 14 действующих станций Московского метрополитена. Семь из них — «Румянцево», «Саларьево», «Филатов Луг», «Прокшино», «Ольховая», «Новомосковская» и «Потапово» — относятся к Сокольнической линии. Ещё три — «Говорово», «Рассказовка» и «Пыхтино» — к Солнцевской линии. В конце 2024 года открылось движение на Троицкой линии, имеющей в Новой Москве 4 станции: «Тютчевская», «Корниловская», «Коммунарка» и «Новомосковская».
Проектируется Рублёво-Архангельская линия, которая свяжет ММДЦ «Москва-Сити» с отдельной площадкой Рублёво-Архангельское, и Бирюлёвская линия, которая придёт в Новую Москву от станции метро «ЗИЛ» МЦК. У станций «Саларьево» и «Рассказовка» планируется создание крупных транспортно-пересадочных узлов. Предполагается, что к 2035 году на территории Новой Москвы будет действовать от 29 до 33 станций метро.

### Автомобильный транспорт

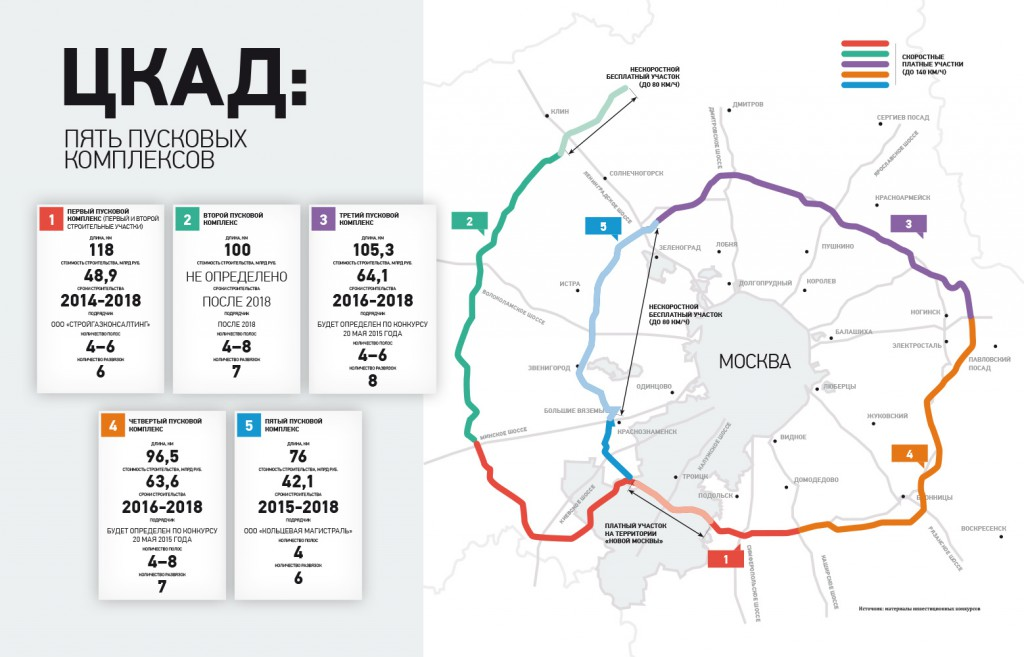
ЦКАД. Участок на территории Новой Москвы планируется сделать платным

Основными автомобильными трассами в Новой Москве являются Киевское и Калужское шоссе. Самой длинной магистралью на территории Новой Москвы станет трасса Мамыри — Шарапово длиной 31,4 км.
К июню 2017 года в Новой Москве построено 27 км новых дорог, реконструировано ещё 14,5 км дорог, построено два путепровода над путями Киевского и Курского направлений. В процессе строительства находится 62 км, ещё 108 км — проектируется. Согласно Генплану к 2035 году протяжённость дорог Новой Москвы увеличится с 1461 км до 2088 км.
К 2025 году планируется построить Центральную кольцевую автомобильную дорогу (ЦКАД), которая на территории Новой Москвы будет располагаться на расстоянии 50 км от МКАД.
Ожидается, что к 2035 году в Новой Москве будет построено 1156 км дорог.

### Железнодорожный транспорт
Новая Москва обслуживается Киевским и Курским направлениями, а также Большим кольцом Московской железной дороги.
По сравнению с 2012 годом увеличилось количество поездов, курсирующих на Киевском направлении, сократились интервалы в часы пик. Был организован новый маршрут скоростных электричек от Киевского вокзала до Новопеределкина. В ходе дальнейшей реализации проекта модернизации Киевского направления будет реконструировано 15 станций и построено 3 новых; будет проложен третий путь от платформы Солнечная до Апрелевки и четвёртый — от Киевского вокзала до Апрелевки. Будут ликвидированы плоскостные железнодорожные переезды, вместо них вводятся в строй путепроводы, три из которых уже введено в эксплуатацию, строительство ещё двух находится в стадии планирования. Строительство нового остановочного пункта Санино в черте Новой Москвы (между платформами Кокошкино и Крёкшином) планируется закончить в 2019—2020 годах.
Запланировано строительство новых путей, реконструкция существующих, а также строительство новых остановочных пунктов. Станция Щербинка, находящаяся на территории одноимённого городского округа Новой Москвы, а также строящаяся платформа Остафьево, расположенные на Курском направлении МЖД, будут обслуживаться вторым маршрутом Московских центральных диаметров (МЦД-2, Нахабино—Подольск).

### Автобус
С 2012 года было введено 34 новых автобусных маршрута, подготавливается ввод ещё 13 маршрутов.

### Трамвай
К 2035 году в Новой Москве планируется построить 3 трамвайных депо, 178 км линий и около 600 остановок, которые будут обслуживать 9 маршрутов.

### Аэропорты
На территории Новой Москвы находится международные аэропорты «Остафьево», «Внуково»

### Общественные оценки
В январе 2018 года, по данным опросов ВЦИОМ, 39 % совершеннолетних жителей ТиНАО чаще всего пользовались общественным транспортом для совершения поездок по городу. 37 % совершеннолетних пользователей общественного транспорта в Новой Москве оценивали транспортную ситуацию положительно, еще 38 % считали ситуацию удовлетворительной.

## Недвижимость
К июню 2017 года в Новой Москве построено почти 11 млн м² недвижимости, в том числе 8 млн м² жилья. К 2025 году планируется построить 100 млн м², в том числе 60 млн м² жилья.

## Социальная сфера
За 5 лет существования Новой Москвы на её территории открыто 47 новых объектов социальной инфраструктуры, в том числе 30 детских садов, 10 школ и 7 объектов здравоохранения. К 2035 году планируется открыть более чем 1300 подобных объектов.
По состоянию на январь 2018 года с момента присоединения в Новой Москве было открыто 13 новых парков, к 2035 году планируется открыть ещё 78. Крупнейшим среди них должен стать спортивно-оздоровительный парк «Красная Пахра», проект которого был утверждён мэром Москвы в декабре 2017 года.
Рядом с полигоном ТКО «Малинки» планируется построить кладбище «Белые берёзки» площадью около 580 га, которое станет крупнейшим в Европе.

## Экология
До начала 2016 года у пересечения Калужского шоссе и Московского малого кольца располагался полигон ТКО (твёрдых коммунальных отходов) «Малинки» площадью 8 га, к настоящему моменту закрытый. По состоянию на апрель 2017 года полигон не был рекультивирован и оказывал активное воздействие на окружающую среду. Прилегавшие в полигону земли площадью около 47 га, согласно выводам комиссии московского правительства, находились «в нарушенном деградированном состоянии и требовали восстановления». Были произведены неотложные аварийно-спасательные работы, на которые было затрачено полмиллиарда рублей.
В октябре 2017 года было объявлено о принятии решения о строительстве в начале 2018 года на том же месте нового полигона, который должен был стать крупнейшим в регионе. Однако уже в декабре 2017 года мэр Москвы Сергей Собянин принял решения о консервации полигона.